# فرد بيترسن
فرد بيترسن (بالإنجليزية: Fred Petersen) هو لاعب دوري الرغبي نيوزيلندي، ولد في 27 مارس 1978 في ساموا.